# Rektoratsschule Ronsdorf

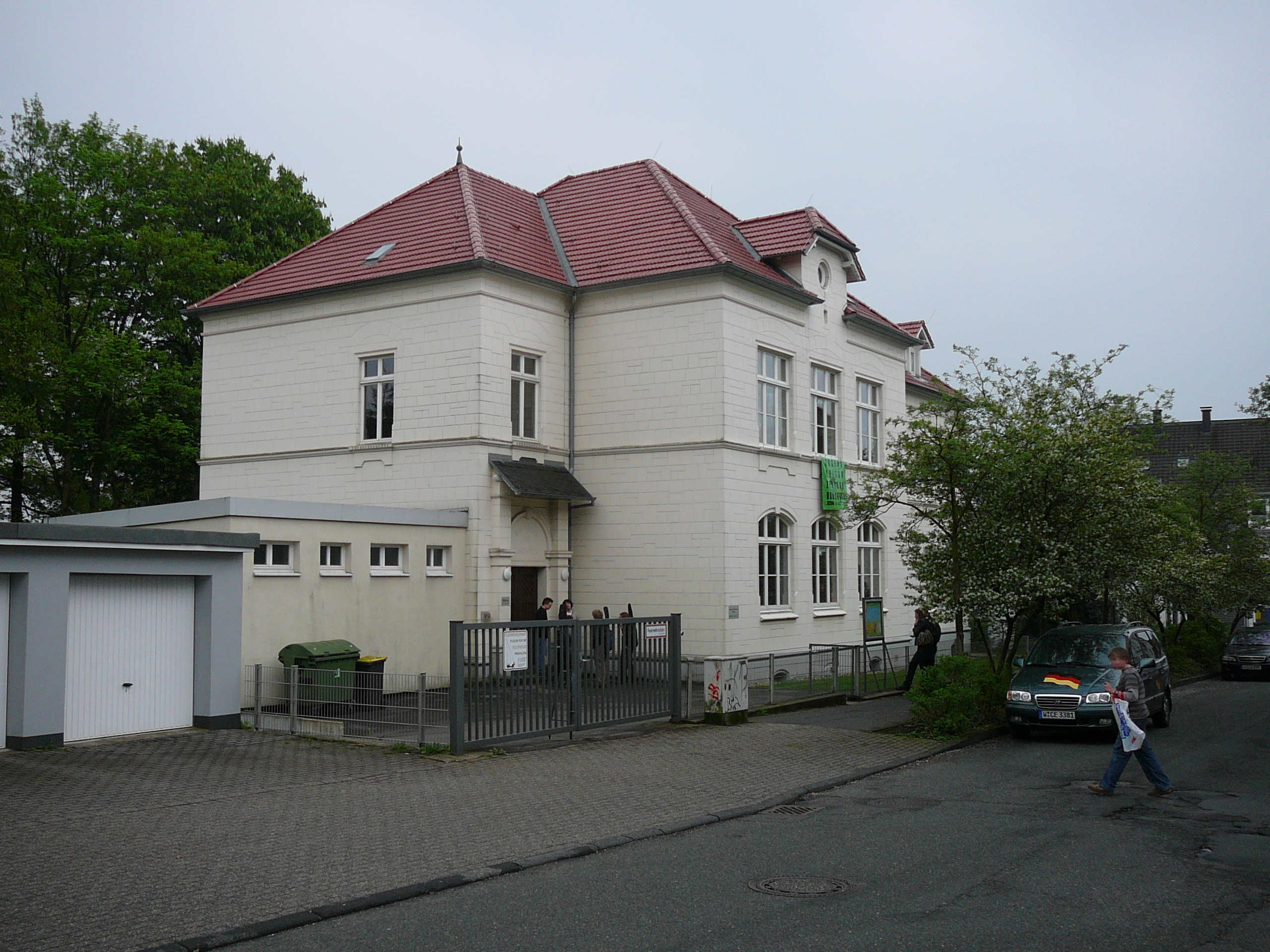
Die Rektoratschule, heute Jugend- und Kulturzentrum Ronsdorf

Die ehemalige Ronsdorfer Rektoratsschule ist ein historisches Schulgebäude in Ronsdorf, seit 1929 ein Stadtteil der bergischen Großstadt Wuppertal in Nordrhein-Westfalen. Das seit dem 27. Februar 1998 unter Denkmalschutz stehende Schulhaus befindet sich im Wohnquartier Ronsdorf-Mitte/Nord in der Scheidtstraße 36.

## Geschichte
Der zweigeschossige Bau mit sieben Klassenzimmern wurde 1901 für die am 6. Dezember 1852 gegründete Ronsdorfer Rektoratschule errichtet, deren erstes Gebäude sich mit dem Wachsen Ronsdorfs als zu klein erwies. Die Rektoratsschule wandelte sich schließlich zum Gymnasium der ehemaligen Kleinstadt Ronsdorf. Nach der Eingliederung in die neu gegründete Stadt Wuppertal wurde es später Zweiganstalt des Gymnasiums Siegesstraße in Barmen.
In der Nacht vom 29. zum 30. Mai 1943 wurde Ronsdorf durch einen alliierten Luftangriff auf Wuppertal stark getroffen. Das Stadtbild im Ronsdorfer Zentrum war von einheitlichen zwei- bis dreigeschossigen verschieferten Wohnhäusern geprägt, die bei diesem Luftangriff weitgehend zerstört wurden. Aus der erhaltenen Bausubstanz sind neben der Rektoratsschule das Postamt, die Bandwirkerschule, die Lutherkirche und die Reformierte Kirche erwähnenswert.
Bis in die 1980er Jahre wurde das Gebäude in dieser Funktion genutzt. Heute befindet sich hierin das Jugend- und Kulturzentrum Ronsdorf.

## Architektur

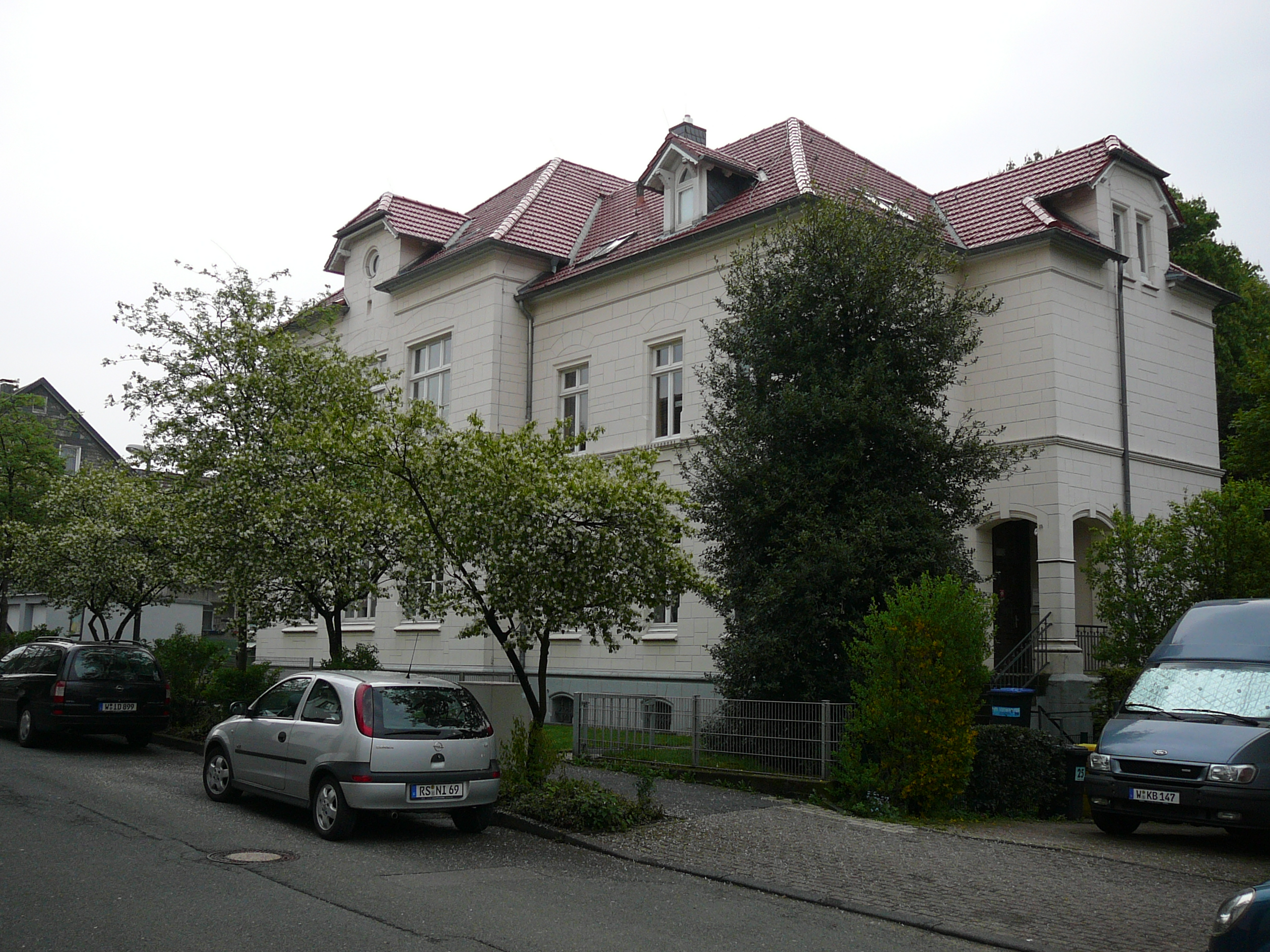
Blick nach Norden

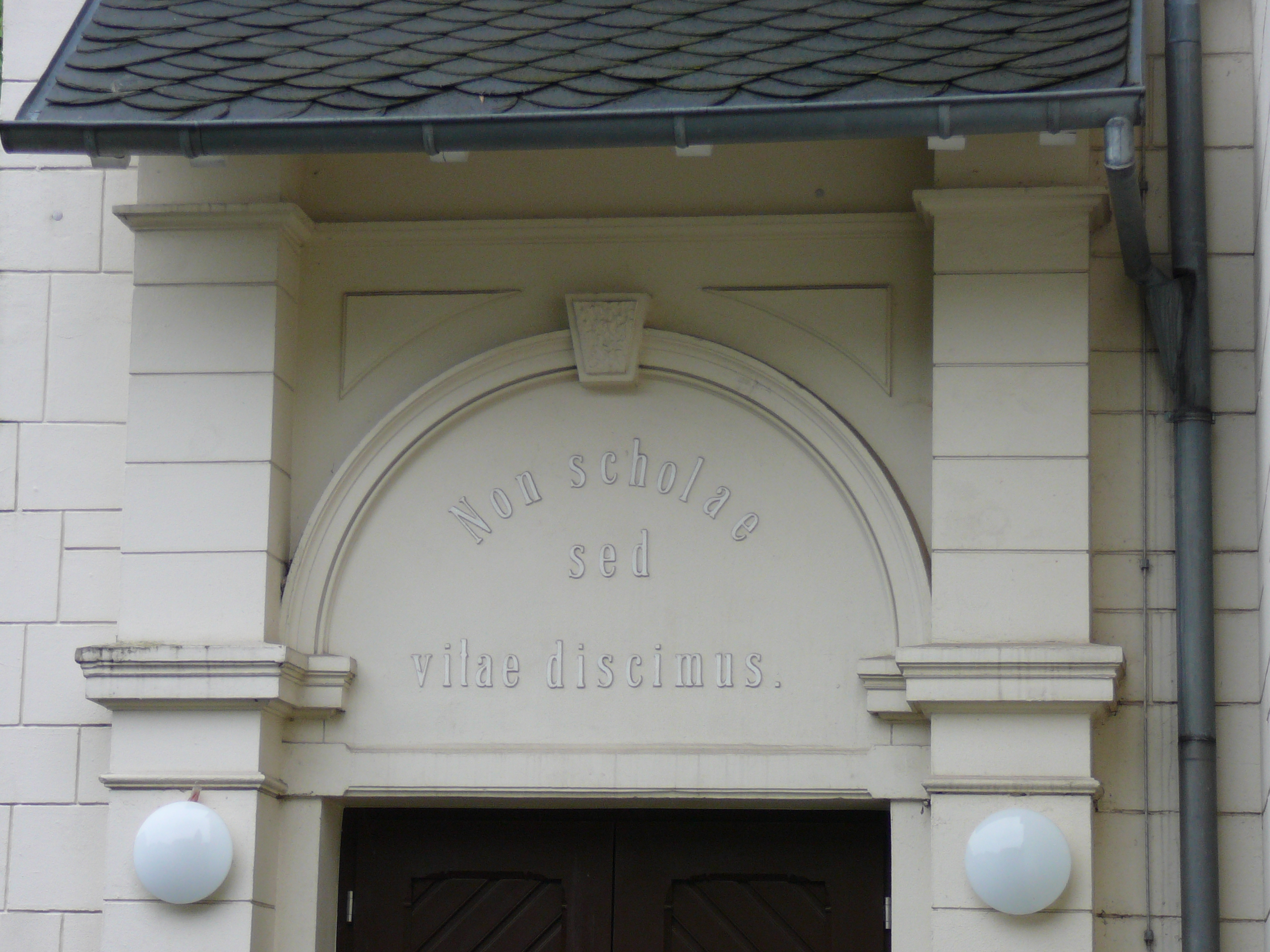
Die Inschrift über dem Eingangsportal

Der unterkellerte Bau mit angegliedertem Rektorwohnhaus besteht aus vier Kuben, die jeweils von einem Walmdach bedeckt sind. Aus späterer Zeit stammt der nördlich angefügte Sanitärbereich mit Flachdach. Ein symmetrischer, dreiachsiger Mittelrisalit mit breiten, dreibahnigen Fenstern und abgewalmtem Dacherker beherrscht die Gebäudefront.
Sowohl im Erd- als auch im Obergeschoss befanden sich zwei große, durch einen Mittelflur getrennte Klassenräume. Der Eingang und das Treppenhaus für die Schüler befinden sich im nördlichen, zurückgenommenen Seitenbau, das der Lehrer und des Direktors im südlichen Pendant. Ebenfalls im südlichen Trakt befanden sich die Lehrer- und Rektoratsräume. Ein eigener kleiner Eingangsvorbau ermöglichte den geschützten separaten Zugang des Lehrkörpers.
Der Schülertrakt wird über eine mit einigen Treppenstufen erhöhte Eingangslaube mit schmiedeeisernem Geländer und kassettierter Eingangstür betreten. Die vergitterten Sichtfenster besitzen ein Kämpferfenster. Über dem Eingang befindet sich der lateinische Sinnspruch „Non scholae sed vitae discimus.“ – „Nicht für die Schule, für das Leben sollen wir lernen“. Zwei Pilaster auf hohen Postamenten flankieren den Eingang und stützen optisch ein Pultdach mit geschnitztem Gebälk. Von der Deckplatte der Pilasterkapitelle erhebt sich der Rundbogen der Supraporte mit Schlussstein und Sinnspruch. Weniger akzentuiert ist mit einer einläufigen Treppe der rückwärtige Ausgang zum Schulhof.
Die Fassade ist an den von der Straße sichtbaren Seiten mit Quaderputz versehen, die rückwärtige Fassade mit glattem Putz. Die Lichter des Kellergeschosses bestehen aus ornamental vergitterten Segmentbogenfenstern, die in einem wulstförmigen Sockelgesims eingelassen sind. Das Erdgeschoss weist ebenfalls Segmentbogenfenstern auf. Sie besitzen einheitlich Sohlbänke, gekehlte Gewände und Keilstein-Fugenschnitte, lediglich die breiteren Klassenraumfenster des Mittelbaues unterscheiden sich von ihnen etwas durch einen betonten Schlussstein.
Das Obergeschoss wird von dem Erdgeschoss an der Fassade durch einen umlaufenden Brüstungsgesims optisch abgesetzt. Hier weisen die Fenster eine Rechteckform auf und werden durch Brüstungsfelder mit Zahnschnittfries sowie durch hervorgehobene Stürze und Entlastungsbögen betont. Unter dem Dach umläuft eine im Bereich des Mittelrisalits unterbrochene Zierleiste das Gebäude, darüber befindet sich ein Kranzgesims. Auch dieses wird von dem Dacherker des Mittelrisalits unterbrochen. Den Dacherker durchbricht ein Oculus.
Über dem südlichen Lehrertrakt steht ein kleines Dachhaus mit geschnitzten Streben und Spitzbogenfenstern. Auch die strenge Dachgeometrie des nördlichen Schülertrakts wird mit einem abgewalmten Dacherker mit gekuppelten Fenstern aufgelockert. Die Fenster im Schülertrakt besitzen im Gegensatz zu denen der Klassenräume Sprossen in den Kämpferfenstern.

## Denkmalschutz
Die Unterschutzstellung als Kulturdenkmal erfolgte aufgrund seiner Eigenschaft als wichtiges Zeugnis der Entwicklung der Stadt Ronsdorf und der typischen Schularchitektur in der Wende zum 20. Jahrhundert. Insbesondere die aufwändig gestalteten Treppenhäuser sind als besonders qualitative Ausstattungsvariante erhaltenswert.